# 性交体位

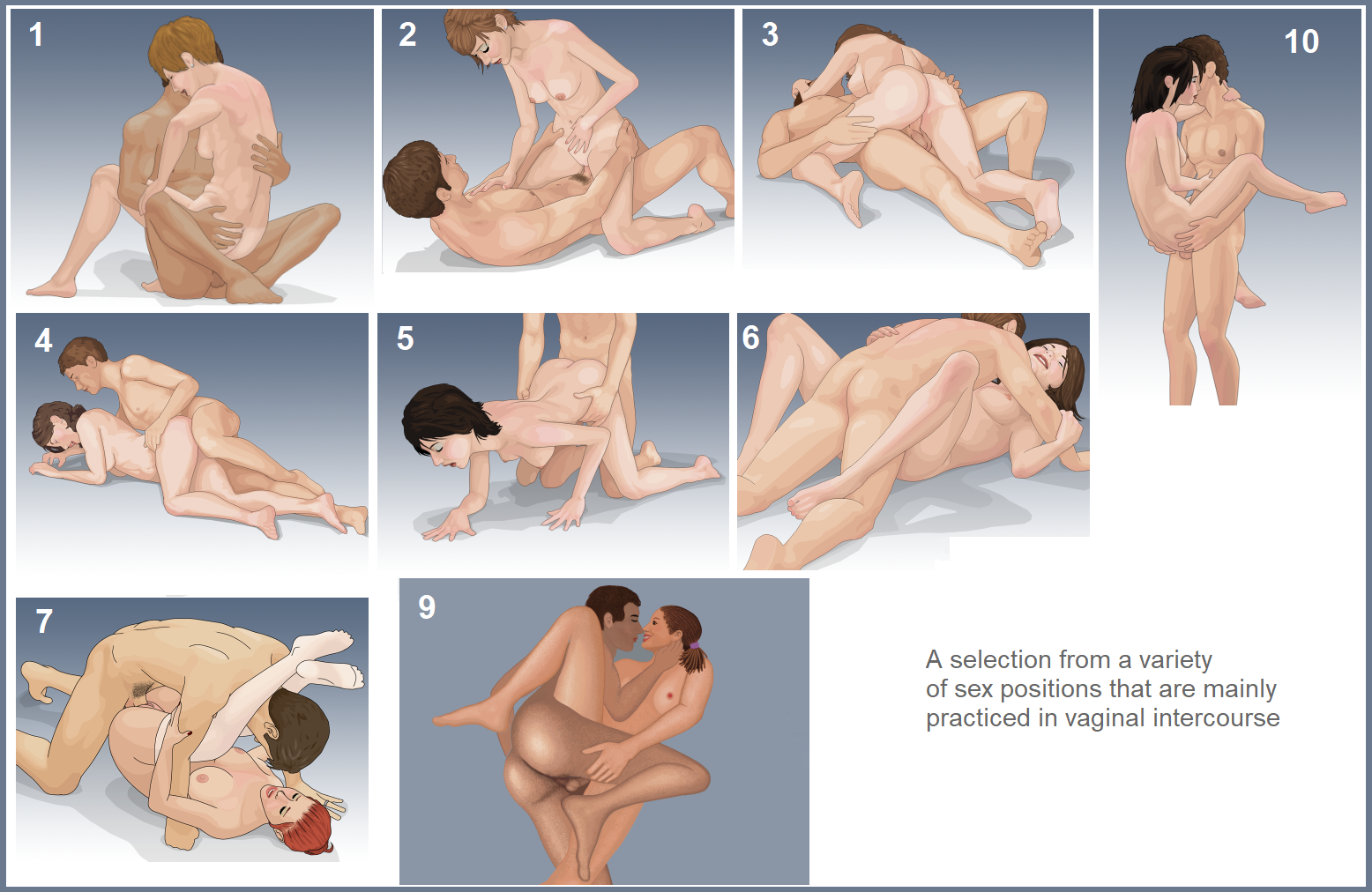
10の主な性交体位

性交体位（せいこうたいい）は、ヒト2人の性交（性器を結合）中における両者の身体の位置関係を表す言葉である。単に「体位」、または「ラーゲ」（ドイツ語：Lage）ともいう。なお、シックスナインのように厳密には性交体位でないものを、これに含める例もある。俗にいう性交時の交わり方である。

## 概説
一般の動物では交尾の際の姿勢は一定しているが、ヒトにおいては複数の体位があり、それを状況に応じて使い分け、あるいは時によって変更する。また、1回の性交中に複数の体位を行うことも珍しくない。日本では、様々な体位をまとめて四十八手と言ったりするが、これは相撲の決まり手に引っかけたものである。古代インドの『カーマスートラ』では、64手が紹介されている。
体位については、世界各地に古くから伝えられている。古代ギリシャでのそれはアリストパネスの喜劇『女の平和』の中に女たちが性交断ちの誓いをする台詞「天井にスリッパをさしあげ（正常位?）」「チーズ削りの上の雌ライオン式に立ち（後背位?）」とあるのがその例となろう。さらに『蛙』には「キュレネーの十二手式」なるものが出てきており、これは名高い遊女の名である。また、古代インドの寺院（カジュラーホー寺院）には様々な体位で性交する像が並んでいる。

## 具体例
正常位・後背位・騎乗位などが最もポピュラーな体位となっている。命名や分類ははっきりしないが、一説には正常位とその派生、後背位とその派生の2つに分けるともいう。
- 正常位とそれに類する体位：男女が身体の前を合わせる体位。互いの身体の密着感が強い。
- 後背位とそれに類する体位：女性の背中側から男性が身体の前を合わせる向きで行う体位。深い挿入と動物的興奮が得られる。

名前の付けられている体位の中には、女性を抱え上げるような腕力を要するものや、互いの身体に負担の大きいものもあり、実際にはほとんど行われないものが含まれる。
日本の映画や日本のテレビドラマに登場する濡れ場では布団をかぶった正常位が多いが、アメリカの映画では女性が男性にまたがった騎乗位が多い。アダルトビデオでは変化を持たせるため、様々な体位が披露される。
視覚的に興奮を覚える体位が、必ずしも快感を得られる体位とは限らない。

## 主な性交体位
- 正常位
- 後背位
- 騎乗位
- 伸長位
- 屈曲位
- 交差位
- 座位
- 側位
- 立位

## ギャラリー

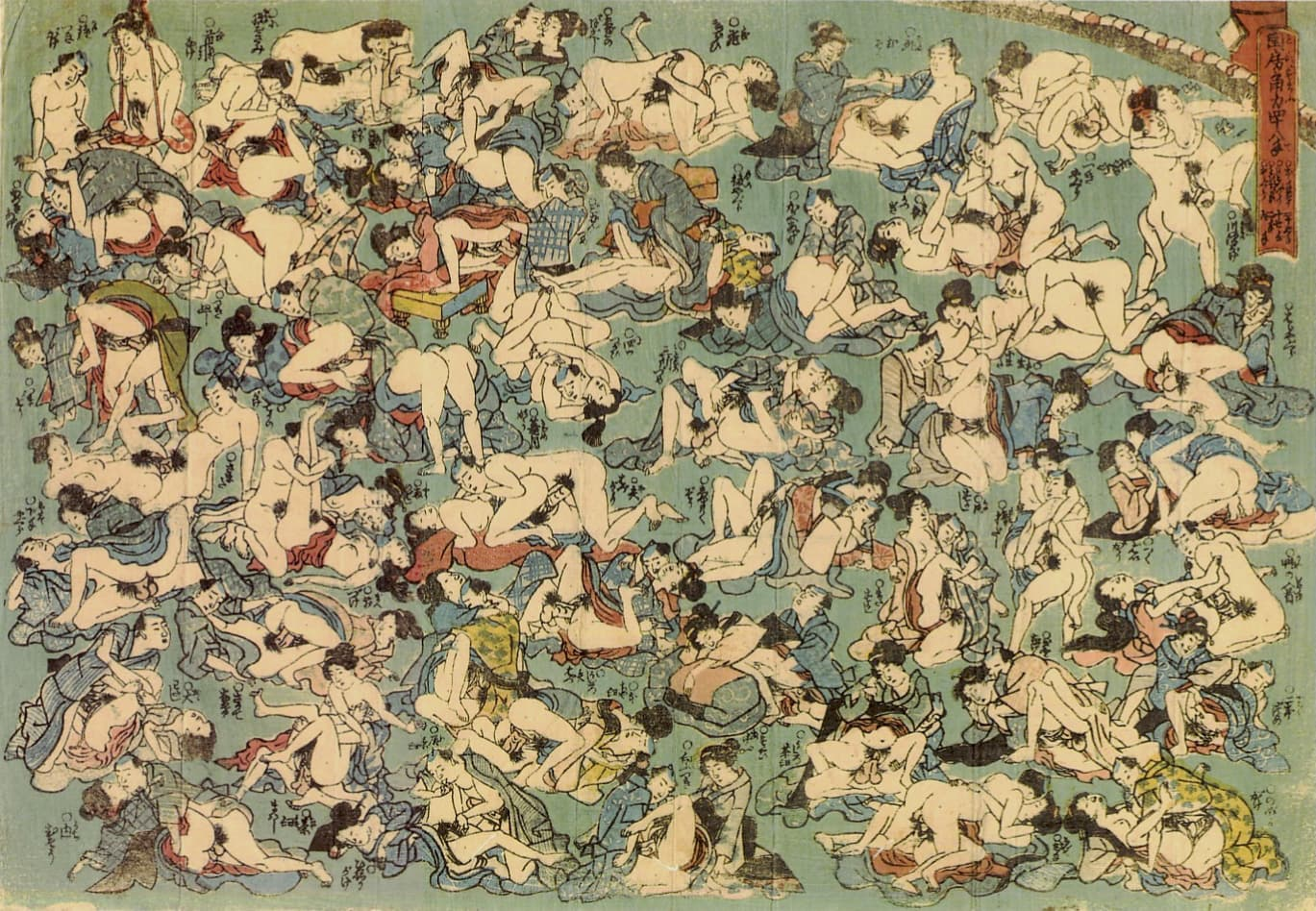
48の性交体位が描かれた春画（閨房角力四十八手）
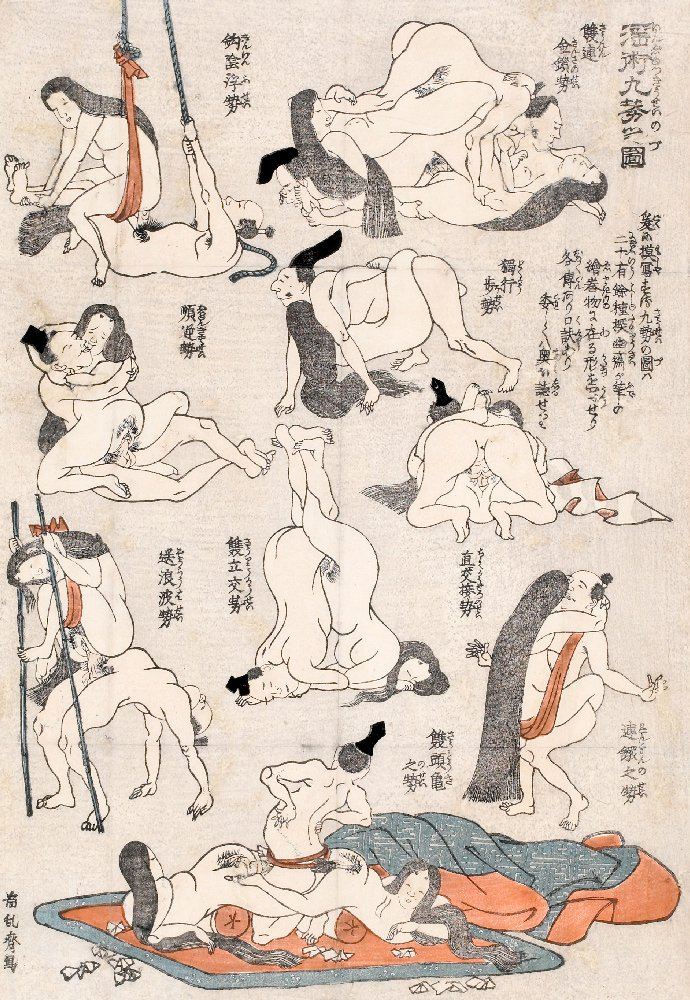
淫術九勢之図（渓斎英泉）
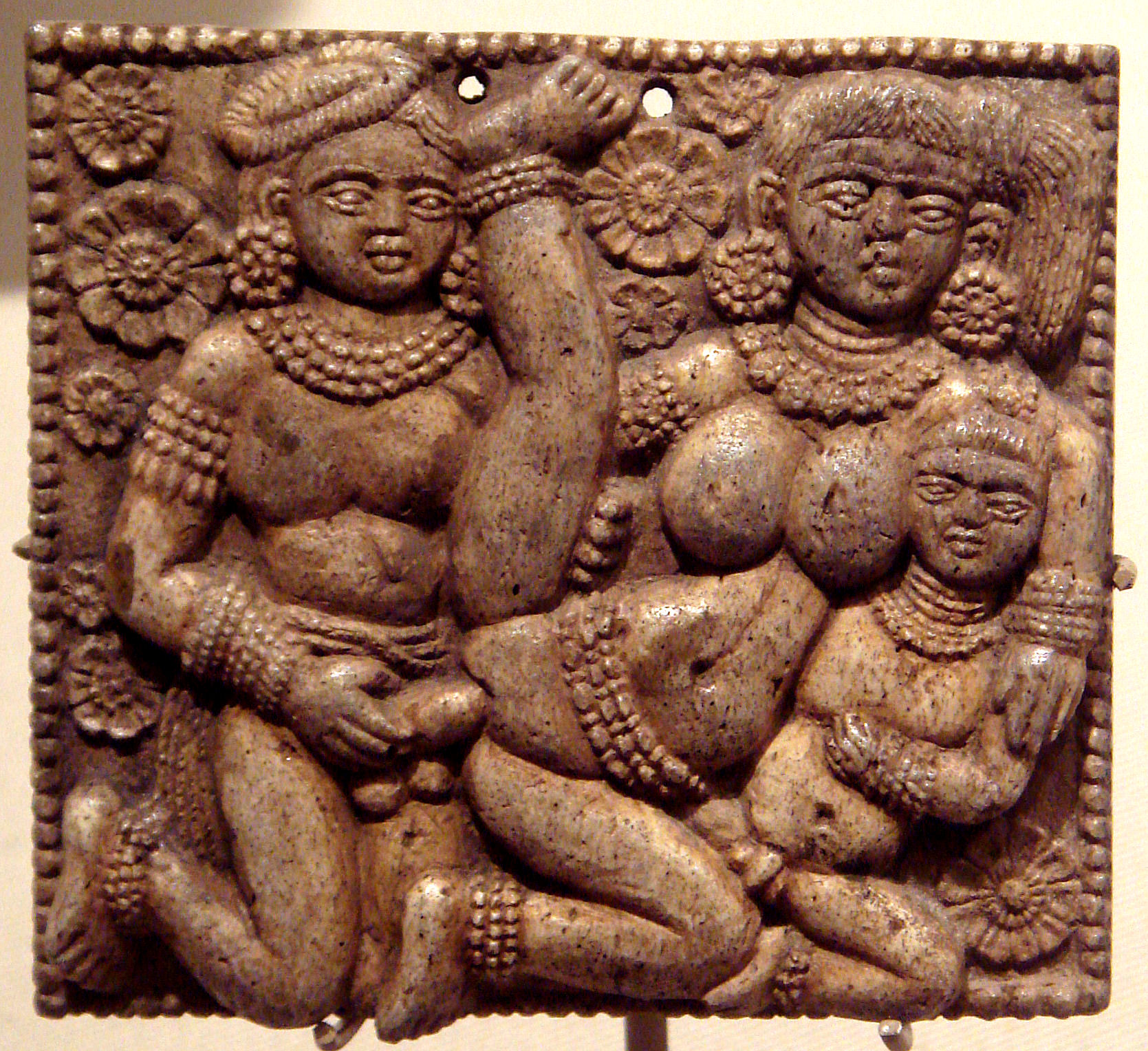
シュンガ朝の彫刻（紀元前1世紀頃）
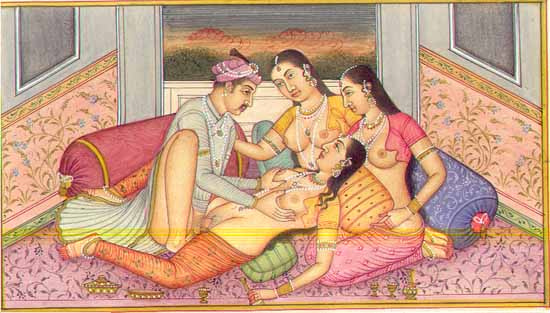
カーマ・スートラの挿絵（インド）